# 茵他侬山狸藻
茵他侬山狸藻（學名：Utricularia inthanonensis）為狸藻屬陸生岩生食虫植物。其种加词“inthanonensis”来源于泰国茵他侬山（Doi Inthanon）。其为泰国北部茵他侬山国家公园（Doi Inthanon National Park）的特有種，且仅存在于其模式产地中。茵他侬山狸藻生长于潮湿的花岗岩表面，分布于海拔1650米处。其与另一个泰国的特有种加勒特狸藻（U. garrettii）之间存在密切的近缘关系，其之间存在不同的花冠、种子及捕虫囊形态。

## 外部連結
- 食虫植物照片搜寻引擎中茵他侬山狸藻的照片 （页面存档备份，存于）

 维基共享资源上的相關多媒體資源：茵他侬山狸藻
 維基物種上的相關：茵他侬山狸藻